# Championnat du Niger féminin de football
Le championnat de Niger féminin de football est une compétition nigérienne de football féminin fondée en 2018.

## Histoire
La première édition du championnat féminin du Niger se déroule en 2018-2019. Elle est remportée par l'AS Police de Niamey, qui représentera le Niger lors de la première Ligue des champions féminine de la CAF.

## Palmarès
| Saison    | Champion  |
| --------- | --------- |
| 2018-2019 | AS Police |
| 2020-2021 | AS GNN    |
| 2021-2022 | AS GNN    |
| 2022-2023 | AS GNN    |
| 2023-2024 | AS GNN    |